# Zitenga
Pour le département et la commune rurale, voir Zitenga (département).
Ne doit pas être confondu avec Zimtenga.
Zitenga est un village et le chef-lieu du département et la commune rurale de Zitenga, situé dans la province de l’Oubritenga et la région du Plateau-Central au Burkina Faso.

## Géographie
Zitenga se trouve à environ 60 km au nord-est du centre de Ouagadougou et à 20 km au nord de Ziniaré, le chef-lieu provincial. La localité, bien qu'elle ait donné son nom au département, est en réalité une extension de la ville de Bendogo située à un kilomètre au sud-ouest.

## Économie
Le village est traversé par la dite « ligne d'Abidjan à Ouagadougou » — qui se prolonge en réalité au nord jusqu'à Kaya — et possède une gare propre, la gare de Zitenga. Cet arrêt permet les échanges de marchandises et surtout de voyageurs entre Ouagadougou et la ville de Bendogo.

## Santé et éducation
Zitenga accueille un centre de santé et de promotion sociale (CSPS) et de deux cliniques. Le centre médical avec antenne chirurgicale (CMA) de la province se trouve à Ziniaré.
Zitenga possède le collège d'enseignement général (CEG) , un lycée départemental public et deux lycées privés, tandis que le lycée provincial se trouve à Ziniaré.

## Culture
Salfo Soré, dit Jah Press, journaliste et promoteur culturel, connu pour avoir fondé le prix musical des Kundé, est originaire de Zitenga, et a été intronisé Naaba Têg Ré, chef coutumier du village de Tampouy-Yarcé (dans la commune de Zitenga) en 2021.